# Báo đốm
Báo đốm (danh pháp khoa học: Panthera onca) là một trong năm loài lớn nhất của Họ Mèo bên cạnh sư tử, hổ, báo hoa mai và báo tuyết, và loài duy nhất trong số năm loài này có nguồn gốc từ khu vực châu Mỹ. Phạm vi hiện tại của báo đốm kéo dài từ Tây Nam Hoa Kỳ và Mexico ở Bắc Mỹ, qua phần lớn Trung Mỹ, và phía nam đến Paraguay và miền bắc Argentina ở Nam Mỹ. Mặc dù có những cá thể riêng biệt hiện đang sống ở phía tây Hoa Kỳ, loài này phần lớn đã bị tuyệt chủng khỏi Hoa Kỳ kể từ đầu thế kỷ 20. Chúng được liệt kê là loài sắp bị đe dọa trong Sách Đỏ IUCN; và số lượng của chúng đang giảm dần. Các mối đe dọa bao gồm bị mất và phân mảnh môi trường sống. Báo đốm còn là loài mèo lớn nhất châu Mỹ, và là loài có kích thước lớn thứ ba trong Họ Mèo (chỉ sau hổ và sư tử), chúng là loài mèo có lực cắn mạnh nhất và có phương pháp tấn công vào đầu nạn nhân thay vì cổ họng.
Mặc dù báo đốm có ngoại hình gần giống như báo hoa mai (leopard) và có quan hệ họ hàng gần với loài này, chúng cũng rất giỏi leo trèo, nhưng có các tập tính gần với hổ hơn (nhất là tập tính thích nước). Sự khác biệt dễ nhận thấy giữa báo đốm và báo hoa mai ở chỗ là chúng có kích thước lớn hơn và chắc nịch hơn, ngoài ra các khoanh đốm của báo đốm to hơn và bên trong khoanh đốm có các chấm đen vì vậy mới gọi là báo "đốm", chúng cũng có cặp chân ngắn và lùn hơn, đuôi ngắn hơn so với loài báo hoa mai vốn có thân hình dong dỏng cao và đuôi dài hơn, các khoanh đốm của báo hoa mai chụm lại giống như hình bông hoa mai.
Báo đốm sống trên một loạt các địa hình có rừng và những nơi có không gian mở, nhưng môi trường sống ưa thích của chúng là rừng lá rộng ẩm nhiệt đới và cận nhiệt đới, đầm lầy và các khu vực nhiều cây cối. Báo đốm thích bơi lội và phần lớn là loài săn mồi đơn độc, tấn công mục tiêu theo kiểu tận dụng cơ hội, rình rập và phục kích, là động vật đứng đầu chuỗi thức ăn ở nơi mà chúng sinh sống. Là một loài chủ chốt, chúng đóng một vai trò quan trọng trong việc ổn định hệ sinh thái và điều chỉnh quần thể con mồi.
Trong khi thương mại quốc tế về báo đốm hoặc các bộ phận cơ thể của chúng bị cấm khai thác, những cá thể vẫn thường xuyên bị giết, đặc biệt là trong các cuộc xung đột với chủ trang trại và nông dân ở Nam Mỹ. Mặc dù số lượng có giảm, phạm vi của chúng vẫn còn lớn. Với sự phân bố lịch sử của chúng, loài báo đốm đã nổi bật trong thần thoại của nhiều nền văn hóa bản địa Mỹ, bao gồm cả những văn minh Maya và Aztec.

## Từ nguyên
Trong tiếng Anh, từ 'jaguar' được cho là có nguồn gốc từ tiếng Tupian (một ngôn ngữ Nam Mỹ) yaguara, có nghĩa là "thú săn mồi". Từ này được nhập vào tiếng Anh có lẽ thông qua ngôn ngữ thương mại của người Amazon Tupinambá, thông qua tiếng Bồ Đào Nha jaguar.. Tên nguyên thủy và có gốc hoàn toàn bản xứ của loài này là yaguareté, nghĩa là "thú dữ tợn thực sự", với hậu tố -eté có nghĩa là "thực sự". Kỳ lạ thay là từ jaguar có nghĩa là "chó" trong tiếng Guarani (một ngôn ngữ Nam Mỹ nữa đã giúp tạo nên tên loài này). Jaguar cũng là tước hiệu của hoàng tử hay công chúa hay của vua đang cai trị của người Maya chẳng hạn như của bộ tộc Lenca.
Trong tiếng Tây Ban Nha của Mexico, biệt danh của nó là el tigre: Người Tây Ban Nha thế kỷ 16 không có từ bản địa trong ngôn ngữ của họ cho loài báo đốm, nhỏ hơn một con sư tử, nhưng lớn hơn một con báo, cũng chưa từng gặp nó ở Cựu Thế giới, và được đặt tên như vậy nó theo sau con hổ, vì sự hung dữ của nó đã được biết đến với chúng thông qua các tác phẩm La Mã và văn học nổi tiếng trong thời Phục hưng.
Onca là onça của Bồ Đào Nha, với cây tuyết tùng rơi vì lý do đánh máy, được tìm thấy trong tiếng Anh là ounce cho báo tuyết, Panthera uncia. Nó bắt nguồn từ tiếng Latin lyncea lynx, với chữ L nhầm lẫn với bài viết xác định (tiếng Ý lonza, tiếng Pháp cổ)
Do hoa văn trên người nó tương đối giống loài báo hoa mai, thể hình gần giống loài hổ, và rất nhiều người châu Mỹ chưa từng nhìn thấy hổ và báo hoa mai chính cống, nên đã gọi nó là Hổ châu Mỹ (Amerikanischer Tiger) hoặc Báo châu Mỹ. Hai cái tên này được sử dụng đến tận ngày nay. Ở Mỹ, chúng cũng thường được gọi là hổ châu Mỹ để phân biệt với những con báo Mỹ nhỏ hơn hoặc báo sư tử, mà cũng đã được tìm thấy ở Louisiana vào thời điểm đó.

## Tiến hóa

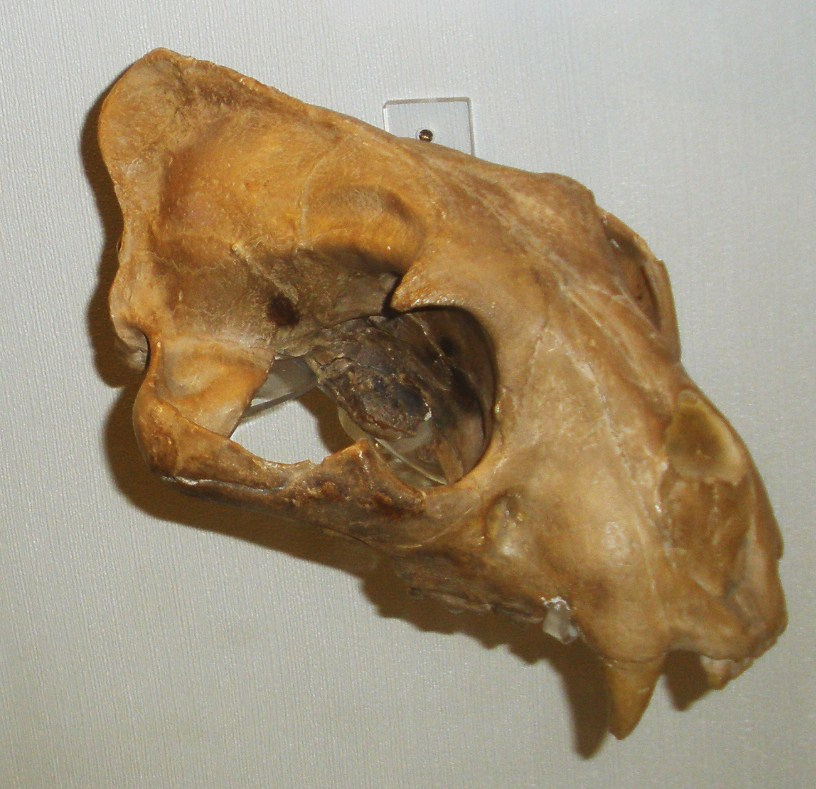
Hộp sọ hóa thạch của một con báo đốm Bắc Mỹ thế Pleistocene (Panthera onca augusta)

Báo đốm là thành viên Tân Thế giới duy nhất còn tồn tại của chi Panthera. Kết quả phân tích DNA cho thấy sư tử, hổ, báo hoa mai, báo đốm, báo tuyết và báo gấm có chung một tổ tiên, và nhóm này có từ sáu đến mười triệu năm tuổi; hồ sơ hóa thạch chỉ ra sự xuất hiện của Panthera chỉ hai đến 3,8 triệu năm trước. Panthera được cho là đã phát triển ở châu Á. Loài báo đốm được cho là đã chuyển hướng từ một tổ tiên chung của loài Panthera ít nhất 1,5 triệu năm trước và đã xâm nhập vào lục địa Mỹ ở Pleistocene sớm qua Beringia, cây cầu trên đất liền từng bắc qua eo biển Bering. Kết quả phân tích DNA ti thể của báo đốm cho thấy dòng dõi của loài đã tiến hóa từ 280.000 đến 510.000 năm trước.
Các nghiên cứu phát sinh gen nói chung đã chỉ ra rằng báo đốm (Neofelis nebulosa) là cơ sở cho nhóm này. Vị trí của các loài còn lại khác nhau giữa các nghiên cứu và có hiệu quả chưa được giải quyết.
Dựa trên bằng chứng hình thái học, nhà động vật học người Anh Reginald Innes Pocock kết luận rằng loài báo đốm có liên quan chặt chẽ nhất với báo hoa. 
Tuy nhiên, bằng chứng DNA là không thuyết phục và vị trí của báo đốm so với các loài khác thay đổi giữa các nghiên cứu. Hóa thạch của các loài Panthera đã tuyệt chủng, như báo đốm châu Âu (Panthera gombaszoegensis) và sư tử Bắc Mỹ (Panthera atrox), cho thấy đặc điểm của cả sư tử và báo đốm.

## Phân loài
Năm 1758, Carl Linnaeus đã mô tả con báo đốm trong tác phẩm Systema Naturae và đặt cho nó cái tên khoa học Felis onca. Trong thế kỷ 19 và 20, một số mẫu vật báo đốm đã hình thành cơ sở cho các mô tả phân loài. Năm 1939, Reginald Innes Pocock đã công nhận tám phân loài dựa trên nguồn gốc địa lý và hình thái hộp sọ của các mẫu vật này. Pocock đã không có quyền truy cập vào các mẫu vật động vật học đủ để đánh giá phê bình tình trạng phân loài của chúng, nhưng bày tỏ nghi ngờ về tình trạng của một số loài. Sau này xem xét công việc của mình đề nghị chỉ có ba phân loài nên được công nhận. Mô tả của P. o. palustris dựa trên hộp sọ hóa thạch. Tác giả của các loài động vật có vú trên thế giới liệt kê chín phân loài và cả P. o. palustris hoặc P. o. paraguensis riêng biệt.
Kết quả nghiên cứu hình thái và di truyền học cho thấy một biến thể phía nam clinal giữa các quần thể, nhưng không có bằng chứng cho sự khác biệt phân loài. Một nghiên cứu chi tiết hơn sau đó đã xác nhận cấu trúc số lượng dự đoán trong quần thể báo đốm ở Colombia.
Những người đánh giá Sách Đỏ IUCN cho các loài và thành viên của Nhóm Chuyên gia thú họ Mèo không công nhận bất kỳ phân loài báo đốm nào là hợp lệ. Bảng dưới đây dựa trên phân loại trước đây của các loài được cung cấp trong các loài động vật có vú trên thế giới.
| Phân loài được công nhận trước đây | Khu vực | Hình ảnh |
| --- | --- | -------- |
| - P. o. onca (Linnaeus, 1758) - Báo đốm Peru (P. o. peruviana) (Henri de Blainville], 1843) - Báo đốm Pantanal (P. o. palustris) hoặc báo đốm Paraguay (P. o. paraguensis) (Nelson and Goldman, 1933)                                                                                 | Nam Mỹ: Venezuela đến rừng mưa Amazon, ven biển Peru, vùng Pantanal của Mato Grosso và Mato Grosso do Sul, Brazil, dọc theo sông Paraguay vào Paraguay và đông bắc Argentina |          |
| - P. o. hernandesii (John Edward Gray, 1857) - Báo đốm Trung Mỹ (P. o. centralis) (Edgar Alexander Mearns, 1901) - Báo đốm Arizona (P. o. arizonensis) (Edward Alphonso Goldman, 1932) - P. o. goldmani (Goldman, 1932) - P. o. veraecrucis (Edward William Nelson and Goldman, 1933) | Trung và Bắc Mỹ: Colombia, Guatemala, Belize, El Salvador đến Bán đảo Yucatán, Mexico và miền nam Arizona, Hoa Kỳ.                                                           |          |

## Đặc điểm

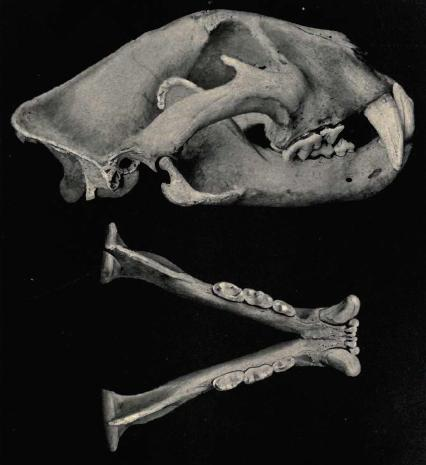
Đầu và hàm của báo đốm cực kỳ mạnh mẽ. Kích thước của báo đốm có xu hướng tăng dần về phía nam mà chúng phân bố.

Báo đốm là một loài động vật nhỏ gọn và cơ bắp. Đây là loài mèo lớn nhất có nguồn gốc từ châu Mỹ và lớn thứ ba trên thế giới, chỉ sau kích thước của hổ và sư tử. Bộ lông của nó thường có màu vàng hung, nhưng có màu từ nâu đỏ, đối với hầu hết cơ thể. Vùng bụng có màu trắng. Bộ lông được phủ bằng những khoanh đốm để ngụy trang dưới ánh sáng mờ ảo của môi trường sống trong rừng. Các đốm và hình dạng của chúng khác nhau giữa các loài báo đốm riêng lẻ: khoanh đốm có thể bao gồm một hoặc một vài hoa thị. Các đốm trên đầu và cổ nói chung là khá lớn, cũng như các đốm trên đuôi, nơi chúng có thể hợp nhất để tạo thành một dải. Báo đốm rừng thường tối hơn và nhỏ hơn đáng kể so với những con ở khu vực mở, có thể là do số lượng nhỏ con mồi ăn cỏ lớn trong khu vực rừng.
Kích thước và trọng lượng của chúng thay đổi đáng kể: trọng lượng thường nằm trong khoảng 56-96 kg (123-212 lb). Những con đực to lớn đặc biệt đã được ghi nhận có trọng lượng lên tới 158 kg (348 lb). Con cái nhỏ nhất nặng khoảng 36 kg (79 lb). Con cái thường nhỏ hơn 10-20% so với con đực. Chiều dài, từ mũi đến cuối đuôi, thay đổi từ 1,12 đến 1,85 m (3,7 đến 6,1 ft). Báo đốm có đuôi ngắn nhất trong số loài con mèo lớn, dài 45 đến 75 cm (18 đến 30 in). Chân cũng ngắn, nhưng rắn chắc và mạnh mẽ, ngắn hơn đáng kể khi so sánh với một con hổ nhỏ hoặc sư tử trong một phạm vi trọng lượng tương tự. Báo đốm đứng cao 63 đến 76 cm (25 đến 30 in) tính từ vai.
Sự thay đổi kích thước hơn nữa đã được quan sát giữa các khu vực và môi trường sống, với kích thước có xu hướng tăng dần từ Bắc xuống Nam. Báo đốm Mexico trong Khu dự trữ sinh quyển Chamela-Cuixmala trên bờ biển Thái Bình Dương chỉ nặng khoảng 50 kg (110 lb), có kích thước tương đương một con báo sư tử. Báo đốm Nam Mỹ ở Venezuela hoặc Brazil lớn hơn nhiều với trọng lượng trung bình khoảng 95 kg (209 lb) ở con đực và khoảng 56-78 kg (123-172 lb) ở con cái.
Một cấu trúc chân tay ngắn và chắc nịch làm cho báo đốm trở nên cừ khôi trong việc leo trèo, bò và bơi. Đầu chắc và bộ hàm cực kỳ mạnh mẽ, nó có lực cắn mạnh nhất trong các loài họ mèo, hơn cả hổ và sư tử. Một con báo đốm nặng 100 kg (220 lb) có thể cắn với lực 503,6 kgf (1.110 lbf) ở răng nanh và 705,8 kgf (1.556 lbf) ở rãnh răng cưa. Điều này cho phép nó xuyên thủng da của các loài bò sát và mai rùa. Một nghiên cứu so sánh về lực cắn được điều chỉnh theo kích thước cơ thể đã xếp nó là thú họ mèo hàng đầu, bên cạnh báo gấm và trước cả hổ và sư tử. Đã có một báo cáo rằng "một con báo đốm có thể kéo một con bò 800 lb (360 kg) 25 ft (7.6 m) trong hàm của nó và nghiền nát cả những khúc xương nặng nhất".
Mặc dù báo đốm gần giống với báo hoa, nhưng nó thường rắn chắc và nặng hơn, và hai loài động vật có thể được phân biệt bằng các khoanh đốm của chúng: các khoanh đốm trên bộ lông của báo đốm lớn hơn, số lượng ít hơn, thường tối hơn và có các đường dày hơn và các đốm nhỏ ở giữa mà báo hoa mai thiếu. Báo đốm cũng có đầu tròn hơn và chân ngắn hơn so với báo hoa.

### Sự khác biệt về màu sắc

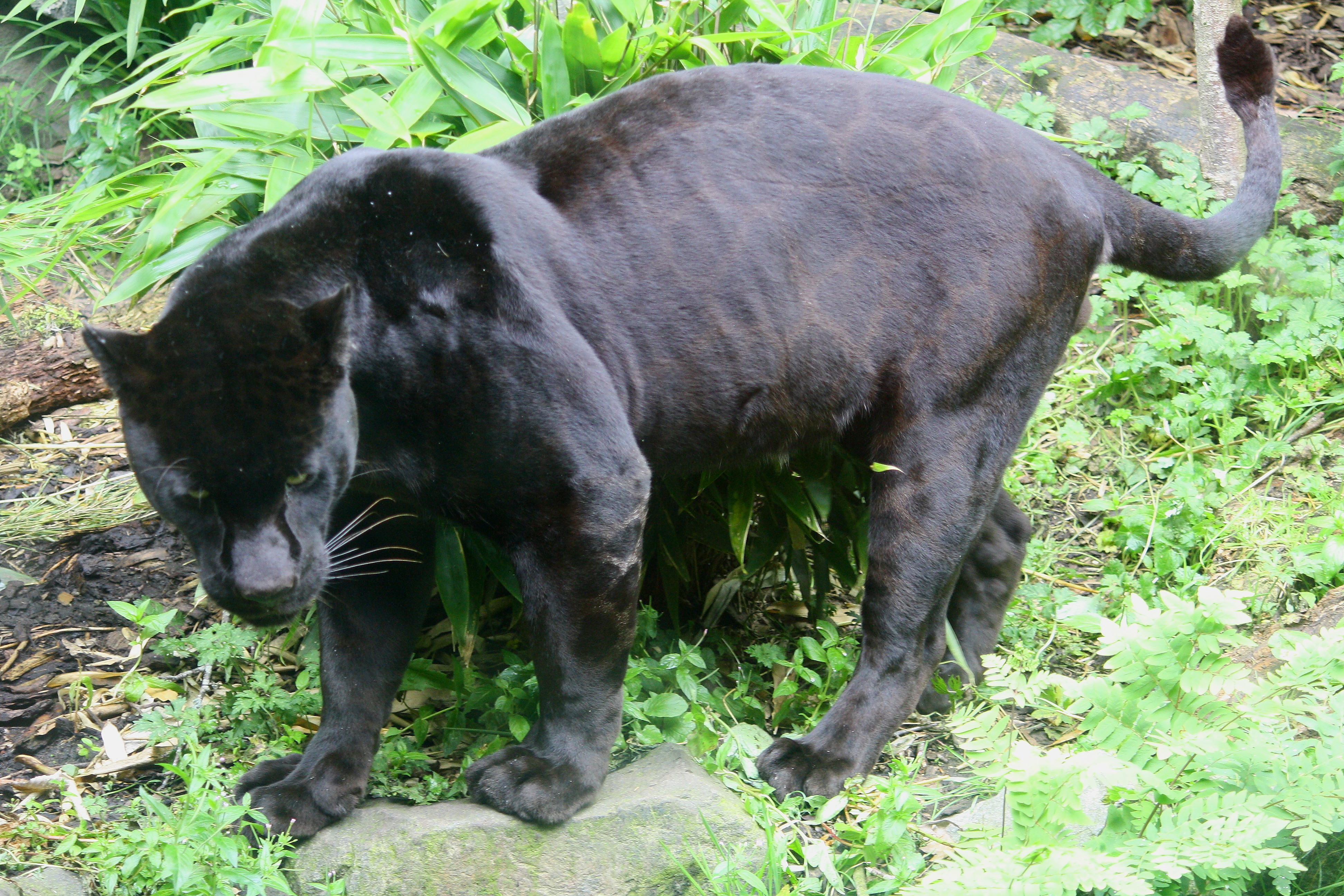
Một con báo đốm nhiễm hắc tố là một hình thái màu xảy ra ở tần số khoảng 6 phần trăm trong quần thể

Nếu báo bị nhiễm hắc tố thì nó có thể sinh ra các báo con hoàn toàn đen (mặc dù khi nhìn gần vẫn thấy các đốm). Các con này được gọi là báo đen, nhưng đây không phải là một loài riêng biệt. Hình thái màu đen ít phổ biến hơn hình thái đốm, ước tính xảy ra ở khoảng 6% số lượng báo đốm Nam Mỹ. Ở vùng Sierra Madre Occidental của Mexico, con báo đốm có lông đen đầu tiên được ghi nhận vào năm 2004. Báo đốm đen cũng được chụp ảnh ở Khu bảo tồn sinh học Alberto Manuel Brenes của Costa Rica, trên vùng núi của Cordillera de Talamanca, trong Vườn quốc gia Barbilla và ở phía đông Panama.
Một số bằng chứng chỉ ra rằng các alen hắc tố chiếm ưu thế và được hỗ trợ bởi chọn lọc tự nhiên. Các hình thức màu đen có thể là một ví dụ về lợi thế dị hợp tử; trong điều kiện nuôi nhốt chưa được kết luận về điều này. Báo đốm hắc tố (hay báo đốm "đen") xuất hiện chủ yếu ở các vùng của Nam Mỹ, và hầu như không được biết đến trong các quần thể hoang dã cư trú ở khu vực cận nhiệt đới và ôn đới của Bắc Mỹ; chúng chưa bao giờ được ghi nhận ở phía bắc Isthmus of Tehugeepec của Mexico.
Các cá thể bạch tạng cực hiếm, đôi khi được gọi là báo đốm trắng, cũng xảy ra giữa các loài báo đốm, như với những con mèo lớn khác. Như thường lệ với nhiễm bạch tố trong tự nhiên, lựa chọn giữ tần số gần với tốc độ đột biến.

## Phân bố

Báo đốm sống ở nhiều môi trường sống có rừng và mở, nhưng có liên quan chặt chẽ với sự hiện diện của nước.

Hiện tại, phạm vi của loài báo đốm kéo dài từ Mexico qua Trung Mỹ đến Nam Mỹ, bao gồm phần lớn vùng rừng mưa Amazon của Brazil. Các quốc gia nằm trong phạm vi này là Argentina, Belize, Bolivia, Colombia, Costa Rica (đặc biệt trên Bán đảo Osa), Ecuador, Guiana thuộc Pháp, Guatemala, Guyana, Honduras, Nicaragua, Panama, Paraguay, Peru, Suriname, Hoa Kỳ và Venezuela. Nó hiện đã tuyệt chủng cục bộ ở El Salvador và Uruguay.
Báo đốm đã là một con mèo Mỹ kể từ khi đi qua cầu Beringia trong thế Pleistocene; tổ tiên ban đầu của chúng là Panthera onca augusta, nó lớn hơn những con báo đương đại. Nó xuất hiện trong Khu bảo tồn Động vật hoang dã Cockscomb rộng 400 km² ở Belize, Khu dự trữ sinh quyển Sian Ka'an có diện tích 5.300 km² ở Mexico, vườn quốc gia Manu rộng khoảng 15.000 km² ở Peru, Công viên quốc gia Xingu rộng khoảng 26.000 km² ở Brazil và nhiều khu bảo tồn khác trên khắp phạm vi của nó ở Brazil.
Việc đưa Hoa Kỳ vào danh sách dựa trên những lần nhìn thấy thường xuyên ở phía tây nam, đặc biệt là ở Arizona, New Mexico và Texas. . Có những bức vẽ bằng đá được tạo bởi Hopi, Anasazi và Pueblo trên khắp các vùng sa mạc và chaparral. Có những ghi chép về con thú được bán với tấm da của nó ở vùng lân cận San Antonio, Texas với giá 18 đô la vào giữa thế kỷ 19 và có những ghi chép từ trước khi California là một tiểu bang phù hợp với những mô tả về con báo này.
Vào đầu thế kỷ 20, phạm vi của loài báo đốm kéo dài đến tận phía bắc như Grand Canyon và có thể cả Colorado, và xa về phía tây như Monterey ở Bắc California. Báo đốm là một loài được bảo vệ ở Hoa Kỳ theo Đạo luật về các loài có nguy cơ tuyệt chủng, đã ngăn chặn việc bắn con vật để lấy da của nó. Da của báo đốm cũng bị chính phủ Hoa Kỳ coi là hàng lậu bất hợp pháp và mặt khác, người Mỹ đã ngừng mặc áo khoác lông làm từ xương chậu của báo khi công dân nhận thức được hoàn cảnh quốc tế của chúng. Thật không may, việc ngừng săn bắn đã đến quá muộn để cứu quần thể báo đốm khỏi bị suy giảm và không có chú báo con nào được sinh ra ở phía bên kia biên giới México - Hoa Kỳ trong nhiều thế hệ.
Vào năm 1996 và từ năm 2004 trở đi, các hướng dẫn viên săn bắn và các quan chức động vật hoang dã ở Arizona đã chụp ảnh và ghi lại những con báo đốm ở phía nam của bang. Từ năm 2004 đến 2007, hai hoặc ba con báo đốm đã được báo cáo bởi các nhà nghiên cứu xung quanh Khu bảo tồn động vật hoang dã quốc gia Buenos Aires ở miền nam Arizona. Một trong số chúng, được gọi là 'Macho B', đã được chụp ảnh trước đó vào năm 1996 trong khu vực. Để bất kỳ quần thể báo đốm nào ở Mỹ phát triển mạnh, việc bảo vệ chúng khỏi bị săn giết, một số lượng con mồi dồi dào và kết nối với quần thể ở Mexico là điều cần thiết. Vào tháng 2 năm 2009, một con báo đốm nặng 53,5 kg (118 lb) đã bị bắt, thu thanh và phát hành tại một khu vực phía tây nam của thành phố Tucson, Arizona; đây là phía bắc xa hơn so với dự kiến trước đây và đại diện cho một dấu hiệu có thể có một quần thể báo đốm sinh sản vĩnh viễn ở phía nam Arizona. Con vật sau đó được xác nhận là cùng một cá thể đực ('Macho B') được chụp vào năm 2004. Vào ngày 2 tháng 3 năm 2009, Macho B đã bị bắt lại và tiêu hủy sau khi nó được phát hiện đang bị suy thận; Con vật được cho là 16 tuổi, già hơn bất kỳ con báo đốm hoang dã nào được biết đến.
Hoàn thành bức tường biên giới Hoa Kỳ-Mexico như đề xuất hiện tại sẽ làm giảm khả năng sống sót của bất kỳ cá thể nào đang sống tại Hoa Kỳ, bằng cách giảm dòng gen với quần thể Mexico và ngăn chặn sự mở rộng về phía bắc của loài này. Phạm vi lịch sử của loài này bao gồm phần lớn nửa phía nam của Hoa Kỳ, và ở phía nam mở rộng ra xa hơn nhiều về phía Nam và bao phủ hầu hết lục địa Nam Mỹ. Tổng cộng, phạm vi phía bắc của nó đã rút xuống 1.000 km (620 mi) về phía nam và phạm vi phía nam bị rút đi 2.000 km (1.200 mi) về phía bắc. Hóa thạch kỷ băng hà của loài báo đốm, có niên đại từ 40.000 đến 11.500 năm trước, đã được phát hiện ở Hoa Kỳ, bao gồm một số tại một địa điểm quan trọng ở phía bắc như Missouri. Bằng chứng hóa thạch cho thấy những con báo đốm nặng tới 190 kg (420 lb), lớn hơn nhiều so với mức trung bình đương thời của chúng.
Môi trường sống của mèo thường bao gồm các khu rừng mưa nhiệt đới ở Trung và Nam Mỹ, vùng đất ngập nước mở, ngập nước theo mùa và địa hình đồng cỏ khô. Trong số những môi trường sống này, báo đốm rất thích sống trong rừng rậm; báo đã mất phạm vi phân bố nhanh nhất ở những vùng có môi trường khô hơn, như pampas ở Argentina, đồng cỏ khô cằn ở Mexico và tây nam Hoa Kỳ. Báo đốm trải rộng trên các khu rừng rụng lá nhiệt đới, cận nhiệt đới và khô (bao gồm, trong lịch sử, rừng sồi ở Hoa Kỳ). Báo đốm thích sống gần sông, đầm lầy và trong rừng nhiệt đới dày đặc với độ phủ dày để rình rập con mồi. Báo đốm đã được tìm thấy ở độ cao tới 3.800 m, nhưng chúng thường tránh sống ở những khu rừng trên núi và không được tìm thấy ở cao nguyên trung tâm Mexico hoặc Andes. Loài báo đốm ưa thích môi trường sống thường là đầm lầy và khu vực nhiều cây cối, nhưng báo đốm cũng sống trong các bụi rậm và sa mạc. Sự phổ biến rộng rãi của báo đốm Mỹ không có nghĩa là chúng không phải đối diện họa diệt chủng trong tương lai gần. Ở một số khu vực, số lượng của chúng này đang bị suy giảm, chủ yếu là do bị mất nơi sống, đặc biệt là trong các rừng mưa nhiệt đới và những khu vực có đồng cỏ bị chuyển thành đất gieo trồng.

## Sinh thái học

### Vai trò sinh thái
Báo đốm trưởng thành là một loài động vật ăn thịt đầu bảng, có nghĩa là nó tồn tại ở đầu chuỗi thức ăn và không bị săn bắt trong tự nhiên. Báo đốm cũng được gọi là một loài chủ chốt, vì nó được giả định, thông qua việc kiểm soát mức độ số lượng của con mồi như động vật có vú ăn cỏ và ăn hạt, chúng sẽ duy trì tính toàn vẹn cấu trúc của hệ thống rừng. Tuy nhiên, việc xác định chính xác những loài có ảnh hưởng như loài báo đốm đối với hệ sinh thái là khó khăn, bởi vì dữ liệu phải được so sánh từ các khu vực mà loài này vắng mặt cũng như môi trường sống hiện tại của nó, trong khi kiểm soát tác động của hoạt động của con người. Người ta chấp nhận rằng các loài con mồi cỡ trung bình trải qua sự gia tăng số lượng trong trường hợp không có các loài săn mồi chủ chốt, và điều này đã được đưa ra giả thuyết là có tác động tiêu cực xếp tầng. Tuy nhiên, công việc thực địa đã cho thấy điều này có thể là biến thiên tự nhiên và sự gia tăng số lượng có thể không được duy trì. Do đó, giả thuyết động vật ăn thịt chủ chốt không được tất cả các nhà khoa học chấp nhận.
Báo đốm cũng có ảnh hưởng đến các loài săn mồi khác. Báo đốm và báo sư tử, là loài mèo lớn khác của Nam Mỹ, nhưng là lớn nhất ở Trung hoặc Bắc Mỹ, thường là đối xứng (các loài liên quan có chung lãnh thổ chồng chéo) và thường được nghiên cứu cùng nhau. Báo đốm có xu hướng bắt con mồi lớn hơn, thường trên 22 kg (49 lb) và báo sư tử lại nhỏ hơn, thường từ 2 đến 22 kg (4,4 đến 48,5 lb), làm giảm kích thước của chúng sau này. Tình huống này có thể là lợi thế cho báo đốm. Chúng săn được những con mồi lớn, bao gồm khả năng bắt được con mồi nhỏ hơn, có thể mang lại lợi thế cho loài báo đốm trong cảnh quan thay đổi của con người; trong khi cả hai được phân loại là loài bị đe dọa, báo sư tử có phân bố dòng lớn hơn đáng kể. Tùy thuộc vào sự sẵn có của con mồi, báo sư tử và báo đốm thậm chí có thể chia sẻ nguồn thức ăn của chúng.

### Sinh sản và vòng đời

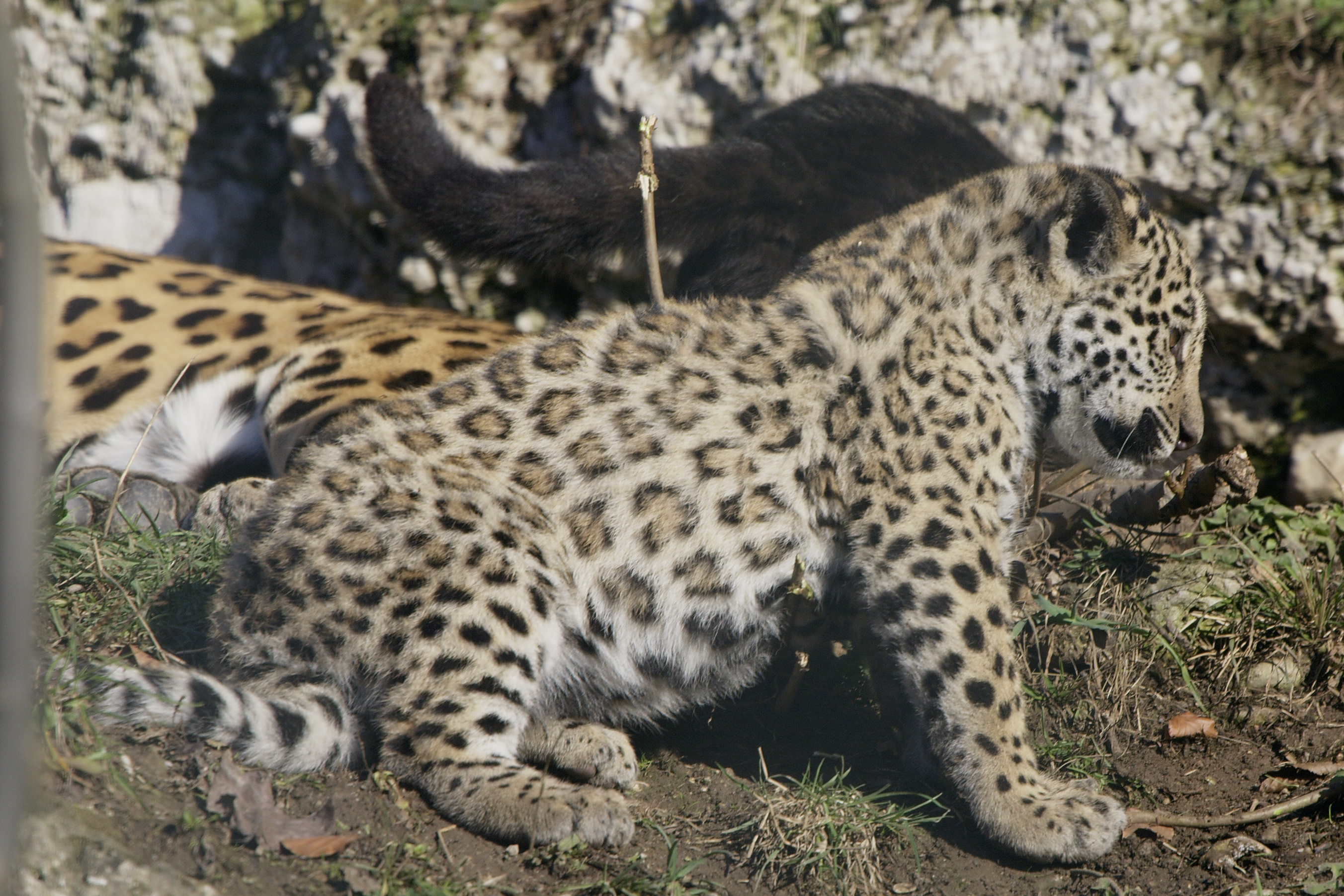
Một con báo con 4 tháng tuổi ở vườn thú Salzburg

Con cái đạt đến độ chín về tình dục ở khoảng hai tuổi và con đực ở ba hoặc bốn tuổi. Báo đốm có thể giao phối suốt năm trong tự nhiên, với sự sinh nở tăng lên khi con mồi dồi dào. Nghiên cứu về báo đốm đực nuôi nhốt ủng hộ giả thuyết giao phối quanh năm, không có sự thay đổi theo mùa trong đặc điểm tinh dịch và chất lượng xuất tinh; thành công trong sinh sản thấp cũng đã được quan sát thấy trong điều kiện nuôi nhốt.
Độ dài thế hệ của báo đốm là 9,8 năm..
Động dục ở con cái là 6-17 ngày trong chu kỳ 37 ngày và con cái sẽ thu hút con đực với các dấu hiệu mùi hương nước tiểu và tăng khả năng phát âm. Cả hai giới sẽ có phạm vi rộng hơn bình thường trong thời gian "tán tỉnh". Các cặp tách biệt sau khi giao phối và con cái sẽ đảm nhận tất cả việc nuôi con non. Thời gian mang thai kéo dài 91-111 ngày; con cái có thể sinh ra tới bốn con, và phổ biến nhất là hai con. Báo cái sẽ không tha thứ cho sự hiện diện của con đực sau khi sinh con, để tránh nguy cơ con đực giết những con báo con; hành vi này cũng được tìm thấy ở loài hổ. Vào năm 2001, một con báo đốm đực đã giết chết và ăn thịt một phần hai con trong vườn quốc gia Emas. Thử nghiệm quan hệ cha con DNA của các mẫu máu cho thấy rằng con đực giết chết và ăn 2 con non này là cha con. Hai trường hợp giết con non đã được ghi nhận ở phía bắc Pantanal vào năm 2013.
Báo con lúc mới sinh ra chưa thể mở mắt, chúng đạt được thị lực sau hai tuần. Đàn con được cai sữa lúc ba tháng, nhưng vẫn ở lại nơi trú ẩn trong sáu tháng trước khi rời đi để cùng mẹ đi săn. Chúng sẽ tiếp tục ở với mẹ mình trong một đến hai năm trước khi rời đi để thiết lập một lãnh thổ cho riêng mình. Những con đực đầu tiên là những cá thể đi trước, chen lấn với những đồng loại lớn tuổi hơn cho đến khi chúng thành công trong việc tìm một lãnh thổ riêng, lãnh thổ này có thể đạt tới 25–150 km², phụ thuộc vào mức độ tập trung của các con mồi. Tuổi thọ điển hình trong tự nhiên được ước tính vào khoảng 12-15 năm; trong điều kiện nuôi nhốt, báo đốm có thể sống tới 23 năm, khiến nó nằm trong số những con mèo sống lâu nhất.

### Tập tính xã hội

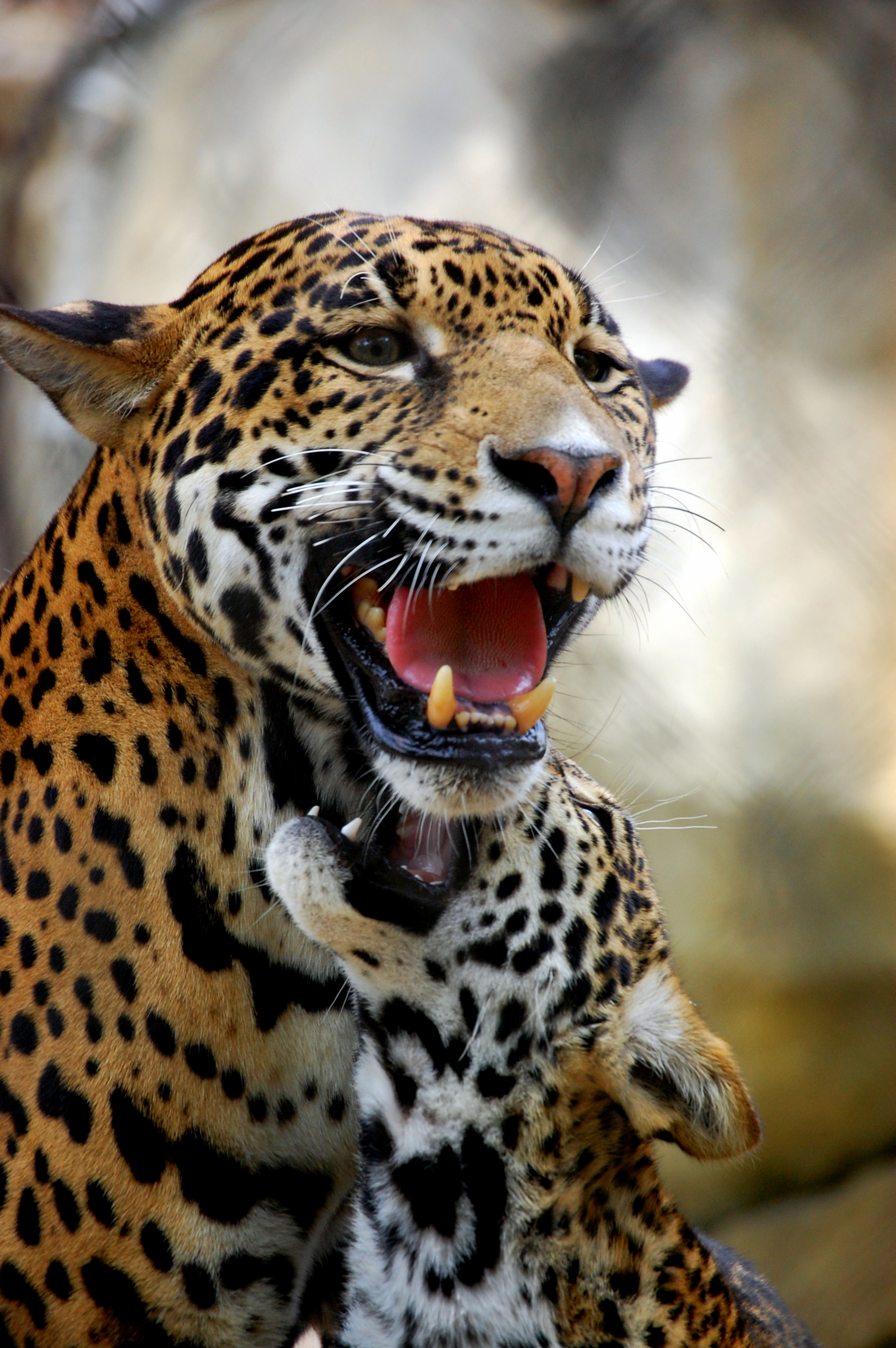
Báo đốm tại vườn thú Cameron Park ở Waco, Texas

Giống như hầu hết các loài thú họ mèo, báo đốm sống đơn độc ngoại trừ những con báo mẹ sống với con của mình. Cá thể trưởng thành thường chỉ gặp nhau để tán tỉnh và giao phối (mặc dù xã hội hóa không giới hạn đã được quan sát theo giai thoại) và tự mình tạo ra các lãnh thổ rộng lớn. Các lãnh thổ của con cái, có kích thước từ 25 đến 40 km2, có thể chồng lên nhau, nhưng các cá thể thường tránh nhau. Phạm vi con đực chiếm diện tích gấp đôi, thay đổi kích thước với sự sẵn có của không gian và không chồng chéo. Lãnh thổ của một con đực có thể chứa những con cái khác. Báo đốm sử dụng các vết cào, nước tiểu và phân để đánh dấu lãnh thổ của nó.
Giống như những con mèo lớn khác, báo đốm có khả năng gầm và làm như vậy để cảnh báo các đối thủ cạnh tranh lãnh thổ và giao phối; những cuộc tấn công dữ dội giữa các cá thể đã được quan sát trong tự nhiên. Tiếng gầm của chúng thường giống như tiếng ho lặp đi lặp lại, và chúng cũng có thể phát ra tiếng kêu và tiếng càu nhàu. Chiến đấu giao phối giữa những con đực xảy ra, nhưng rất hiếm, và hành vi tránh xâm lược đã được quan sát thấy trong tự nhiên. Khi nó xảy ra, xung đột thường xảy ra trên lãnh thổ: phạm vi của một con đực có thể bao gồm cả hai hoặc ba con cái và nó sẽ không chịu đựng được sự xâm nhập của những con đực trưởng thành khác.
Báo đốm thường được mô tả là loài ăn đêm, nhưng cụ thể hơn là crepuscular (hoạt động cao điểm vào khoảng bình minh và hoàng hôn). Cả hai giới tính đều săn mồi lúc này, nhưng con đực đi xa hơn mỗi ngày so với con cái, phù hợp với lãnh thổ rộng lớn hơn của chúng. Báo đốm có thể săn mồi vào ban ngày nếu con mồi có sẵn và là một loài mèo tương đối năng động, tiêu tốn tới 50-60 phần trăm thời gian hoạt động. Bản chất khó nắm bắt của loài báo đốm và không thể tiếp cận được phần lớn môi trường sống ưa thích của nó khiến nó trở thành một loài động vật khó quan sát, chứ đừng nói đến việc nghiên cứu.

### Chế độ ăn

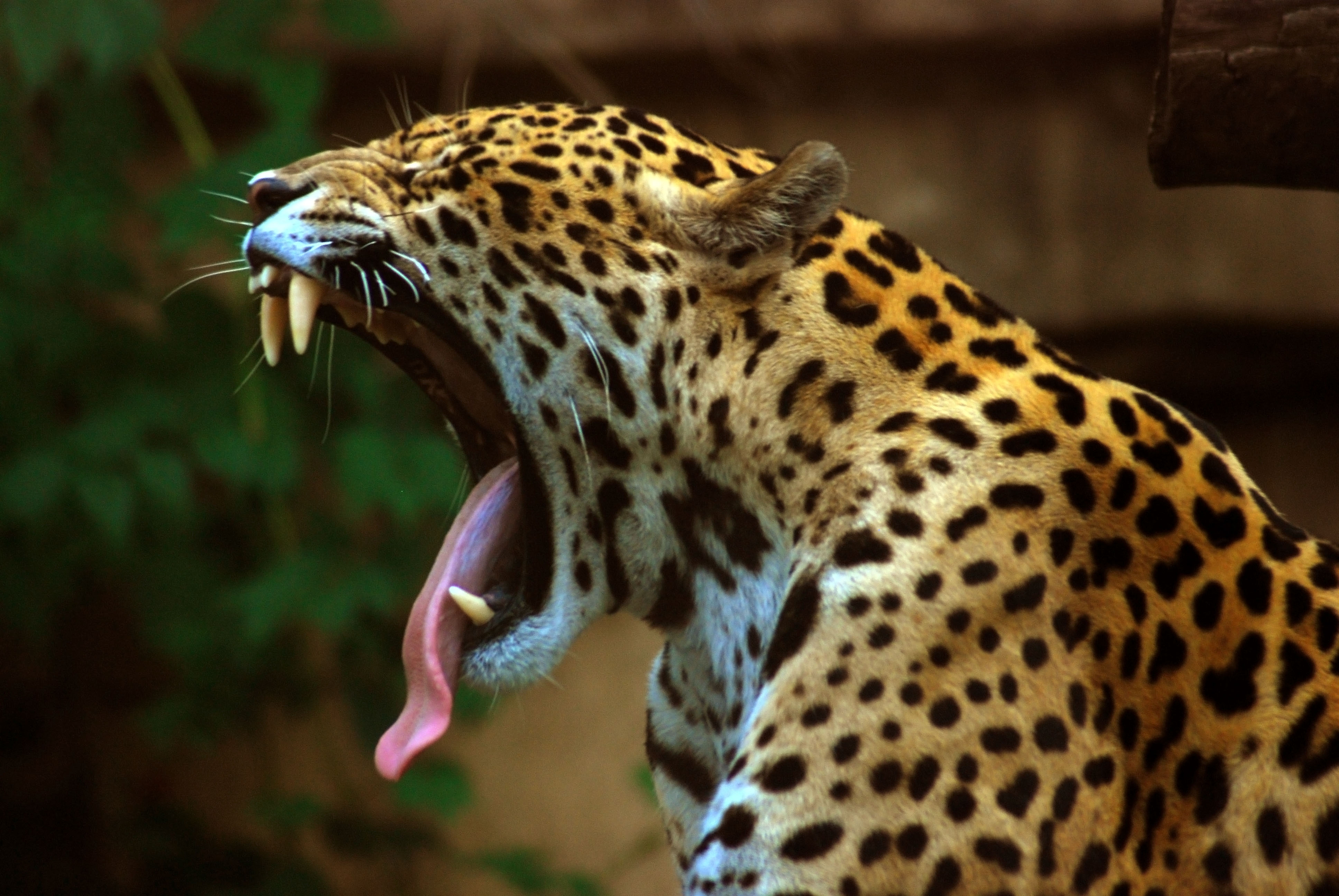
Báo đốm có lực cắn cực kỳ mạnh cho phép nó đâm thủng cả những "vỏ bọc thép" của con mồi

Giống như tất cả các con mèo, báo đốm là một động vật ăn thịt bắt buộc, chỉ ăn thịt. Báo đốm Mỹ là những kẻ săn mồi cô độc, chúng không đi săn với những con báo khác ngoài mùa sinh sản. Chúng là một thợ săn cơ hội và chế độ ăn uống của nó rất đa dạng, bao gồm ít nhất 87 loài. Quai hàm đặc biệt khỏe cho phép báo đốm phát triển phương pháp giết con mồi khác với các loài khác thuộc họ nhà mèo: nó cắn trực tiếp qua hộp sọ của con mồi giữa hai tai để đưa một vết cắn chí mạng vào não. Loài báo đốm có thể săn hầu như bất kỳ động vật có xương sống trên cạn hoặc ven sông nào được tìm thấy ở Trung hoặc Nam Mỹ, ngoại trừ những con cá sấu lớn như cá sấu caiman đen. Báo đốm là loài bơi lội tốt và sẽ lặn dưới nước để bắt rùa và cá thường xuyên. Vết cắn mạnh giúp chúng cắn xuyên mai rùa Podocnemis unifilis và rùa chân vàng Chelonoidis denticulatus. Báo đốm là một loài nói chung về chế độ ăn uống đa dạng hơn so với anh em của chúng ở Cựu Thế giới: vùng nhiệt đới châu Mỹ có sự đa dạng cao về động vật nhỏ nhưng số lượng tương đối thấp và sự đa dạng của loài động vật móng guốc lớn mà chi này ưa thích. Chúng thường xuyên ăn thịt caimans trưởng thành, ngoại trừ caimans đen, hươu, chuột lang nước, lợn vòi, lợn lòi Pecari, chó, cáo xám Nam Mỹ, và đôi khi cả trăn anaconda. Tuy nhiên, nó săn được bất kỳ loài động vật nhỏ nào có sẵn, bao gồm ếch, chuột, chim (chủ yếu là các loài sống trên mặt đất như cracidae), cá, lười, khỉ và rùa. Một nghiên cứu được thực hiện tại Khu bảo tồn động vật hoang dã lưu vực Cockscomb ở Belize đã tiết lộ rằng chế độ ăn của báo đốm ở đó bao gồm chủ yếu là Tatu và paca. Một số loài báo đốm cũng săn gia súc cũng như thú nuôi trong gia đình. El Jefe, một trong số ít những con báo đốm được báo cáo ở Hoa Kỳ, cũng đã được phát hiện đã giết và ăn thịt gấu đen Bắc Mỹ, do suy ra từ những sợi lông được tìm thấy trong phân của nó và xác chết được tiêu thụ một phần của một con gấu đen với những vết đâm đặc biệt vào hộp sọ của nó do báo đốm để lại. Điều này chỉ ra rằng báo đốm có thể đã từng săn gấu đen khi loài này vẫn còn tồn tại trong khu vực. Gấu mặt ngắn Andes cũng được biết là thường tránh báo đốm, vì chúng đôi khi có thể được chọn là đối tượng săn mồi của báo.
Có bằng chứng cho thấy báo đốm trong tự nhiên đã tiêu thụ rễ của thực vật Banisteriopsis caapi.

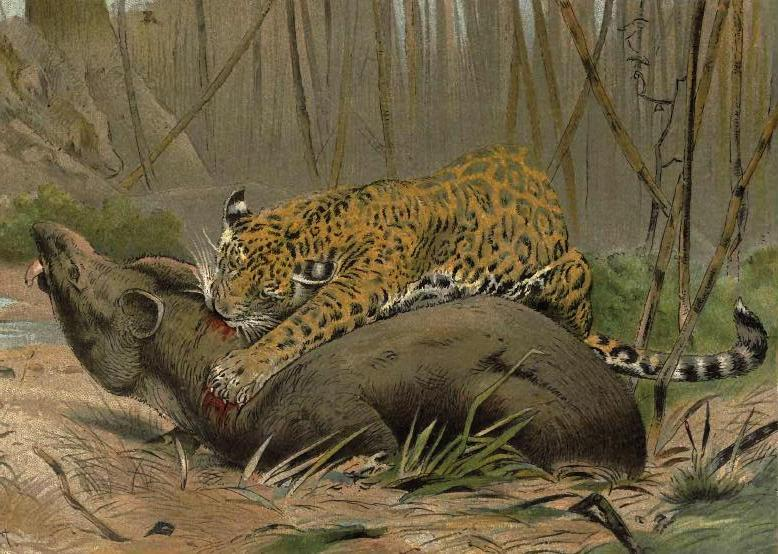
Hình ảnh minh họa một con báo đốm giết chết một con heo vòi, động vật bản địa lớn nhất trong phạm vi của nó

Mặc dù báo đốm thường sử dụng phương thức cắn vào cổ họng và làm nghẹt thở sâu cho nạn nhân điển hình ở chi Panthera, đôi khi chúng sử dụng một phương pháp giết mồi khác hoàn toàn so với họ hàng của chúng: chúng dùng hàm đâm thẳng qua xương thái dương của hộp sọ giữa 2 tai của con mồi (đặc biệt là chuột lang nước) bằng răng nanh, và xuyên não. Đây có thể là một sự thích ứng để "bẻ khóa" mai rùa; Sau sự tuyệt chủng của Pleistocen muộn, các loài bò sát có mai cứng như rùa sẽ tạo thành một nguồn thức ăn dồi dào cho loài báo đốm. Những cú cắn vào hộp sọ được sử dụng với động vật có vú nói riêng; với các loài bò sát như caiman, báo đốm có thể nhảy lên lưng con mồi và cắt đốt sống cổ, làm bất động mục tiêu. Khi tấn công rùa biển, bao gồm cả rùa da nặng trung bình khoảng 385 kg (849 lb), khi chúng cố gắng làm tổ trên các bãi biển, báo đốm sẽ cắn vào đầu, thường làm đứt đầu con mồi, trước khi kéo nó ra để ăn. Được biết, trong khi săn ngựa, một con báo đốm có thể nhảy lên lưng chúng, đặt một chân lên mõm và một chân khác sau gáy và sau đó vặn, trật khớp cổ. Người dân địa phương đã báo cáo rằng khi săn một cặp ngựa đi với nhau, báo đốm sẽ giết một con ngựa và sau đó kéo nó trong khi con ngựa còn lại vẫn còn sống bị kéo đi. Với những con mồi như những con chó nhỏ hơn, một cú tát với vuốt sắc vào hộp sọ có thể đủ để giết chết nó.
Báo đốm là một kẻ săn mồi rình rập hơn là một kẻ săn mồi rượt đuổi. Chúng có thể chạy nhanh tới 70 km/h nhưng không bền, nên chúng thường kiên trì rình mồi và ít khi tham gia vào các cuộc đua dài hơi. Báo đốm sẽ đi chậm xuống ở những con đường trong rừng, lắng nghe và rình rập con mồi trước khi lao tới hoặc phục kích. Báo đốm thường tấn công từ bụi rậm và thường là từ điểm mù của mục tiêu với một cú đẩy nhanh; Khả năng phục kích của loài này được coi là gần như vô song trong vương quốc động vật. Cuộc phục kích có thể bao gồm nhảy xuống nước nếu con mồi đang ở dưới nước, vì một con báo đốm khá có khả năng giết mồi khi bơi; sức mạnh của nó có thể kiểm chứng từ một ghi nhận về một cái xác to của một con bò cái được nó kéo lên từ nước lên một cái cây để tránh nước lũ.
Khi giết chết con mồi, con báo đốm sẽ kéo xác đến một chỗ an toàn hoặc nơi kín đáo khác. Nó bắt đầu ăn ở cổ và ngực, thay vì ở giữa. Tim và phổi được tiêu thụ, tiếp theo là vai. Nhu cầu thức ăn hàng ngày của một con báo nặng 34 kg (75 lb), ở mức cực thấp của phạm vi trọng lượng của loài, được ước tính là 1,4 kg (3,1 lb). Đối với cá thể nuôi nhốt trong phạm vi 50–60 kg (110-130 lb), ăn hơn 2 kg (4,4 lb) thịt mỗi ngày được khuyến nghị. Trong tự nhiên, tiêu thụ tự nhiên là thất thường hơn; báo đốm tiêu tốn năng lượng đáng kể trong việc bắt và giết con mồi, và chúng có thể tiêu thụ tới 25 kg (55 lb) thịt trong một lần cho ăn, sau đó có thể nhịn ăn vài ngày.

### Tấn công con người
Không giống như tất cả các loài trong chi Panthera khác, báo đốm rất hiếm khi tấn công con người. Tuy nhiên, các cuộc tấn công của báo đốm dường như đang gia tăng với sự xâm lấn ngày càng tăng của con người vào môi trường sống của chúng và giảm số lượng con mồi. Đôi khi báo đốm trong điều kiện nuôi nhốt tấn công những người bảo vệ vườn thú. Ngoài ra, có vẻ như các cuộc tấn công vào con người đã phổ biến hơn trong quá khứ, ít nhất là sau khi những người chinh phục đến châu Mỹ, đến mức loài báo đốm có tiếng tăm đáng sợ ở châu Mỹ, gần giống với sư tử và hổ ở Cựu Thế giới. Tuy nhiên, ngay cả trong thời đại đó, con mồi chính của báo đốm là chuột lang nước chứ không phải con người và Charles Darwin đã báo cáo một câu nói của người thổ dân châu Mỹ bản địa rằng mọi người sẽ không phải sợ báo đốm quá nhiều, miễn là chuột lang nước rất phong phú.
Ghi chép chính thức đầu tiên về một con báo đốm giết người ở Brazil là vào tháng 6 năm 2008.
Hai đứa trẻ bị báo đốm tấn công ở Guyana.
Báo đốm là loài ít có khả năng giết và ăn thịt người nhất trong số các loài mèo lớn, và phần lớn các cuộc tấn công xảy ra khi nó bị dồn vào thế bí hoặc bị thương.

## Những đe dọa

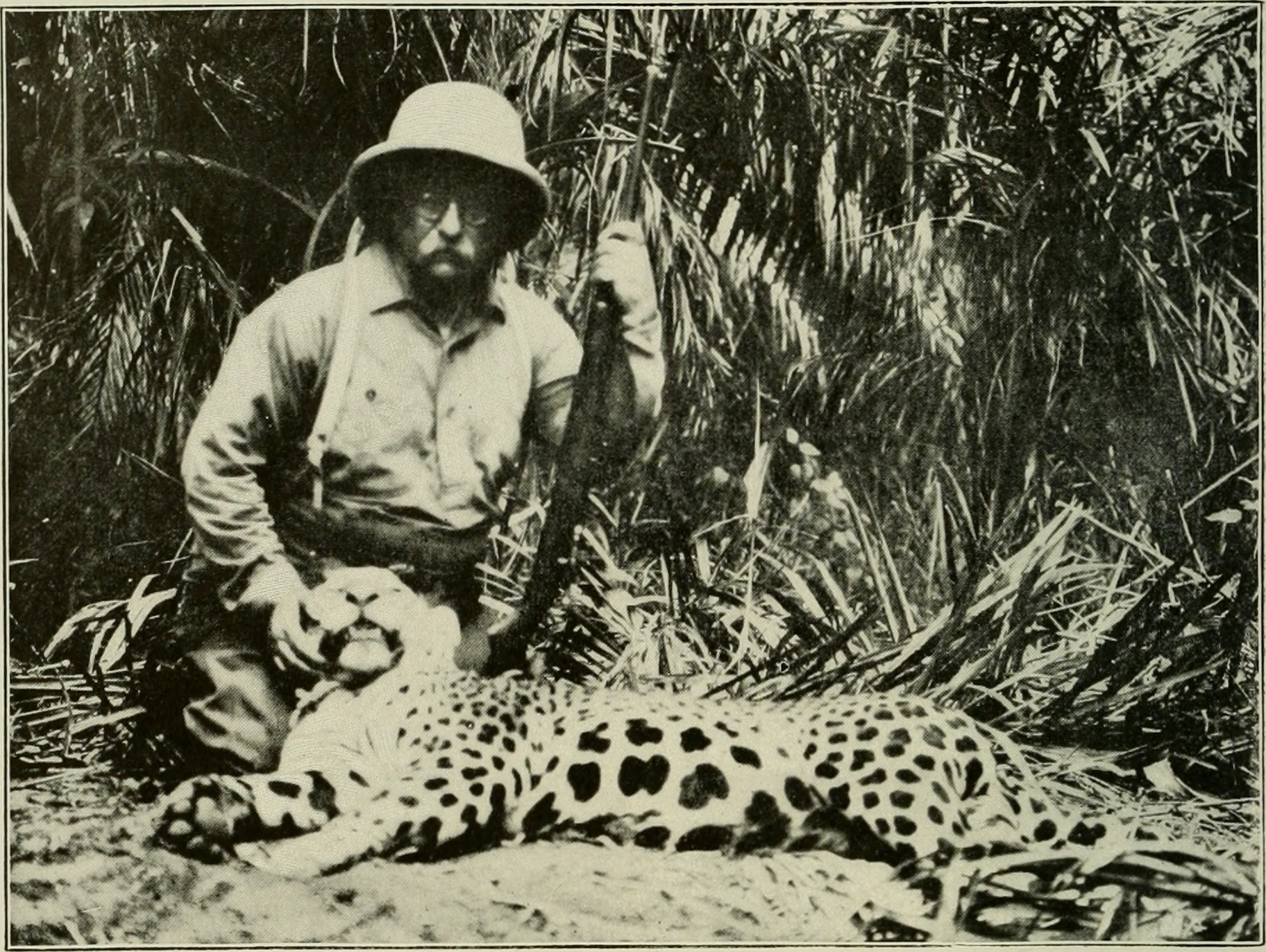
Một con báo đốm Nam Mỹ bị giết bởi Theodore Roosevelt

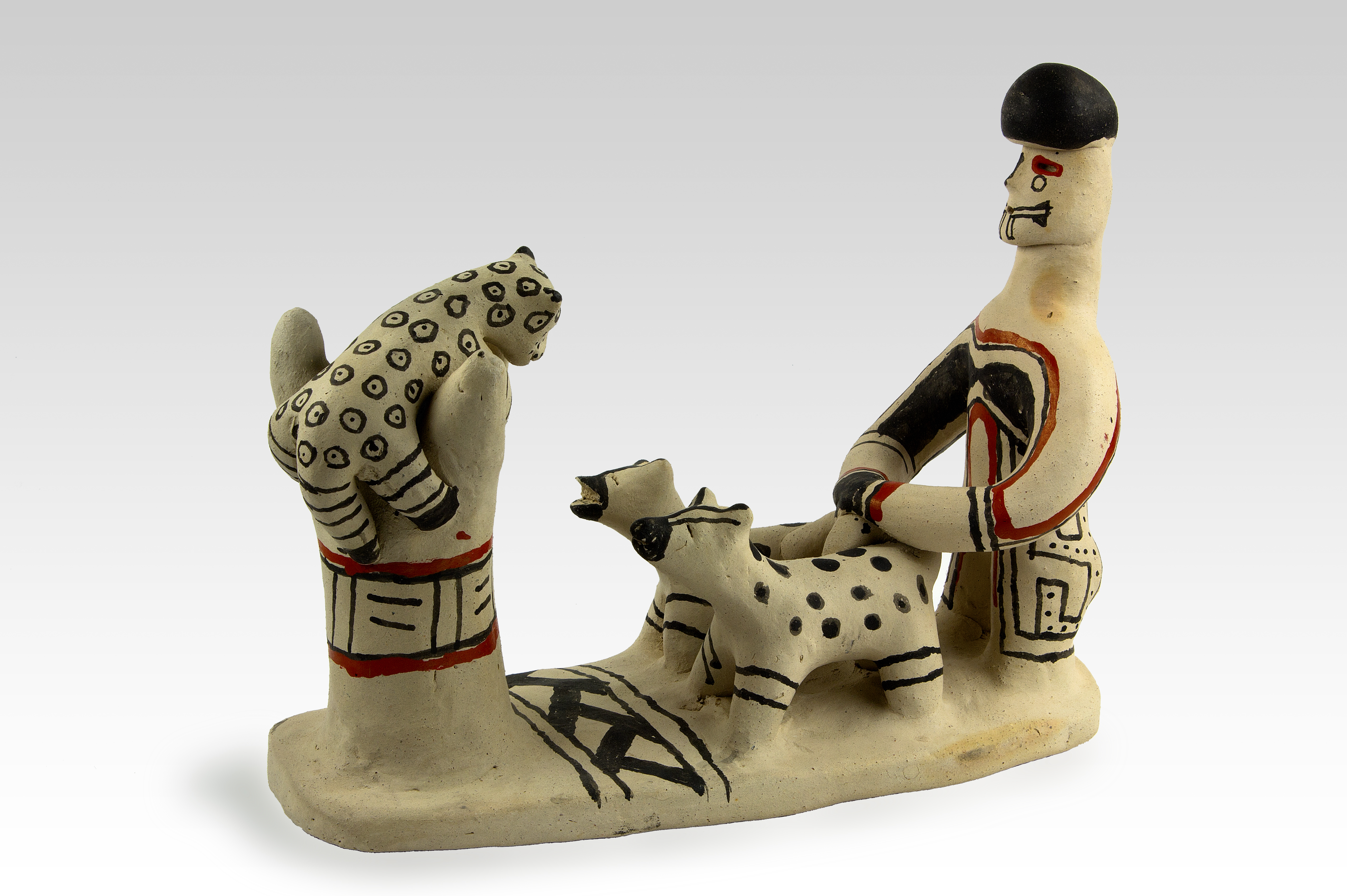
Một hiện vật mô tả cảnh săn báo đốm cùng với chó

Số lượng báo đốm đang giảm nhanh chóng. Loài này được liệt kê là sắp bị đe dọa trong Sách đỏ IUCN. Việc mất các phần trong phạm vi của nó, bao gồm việc tuyệt chủng khỏi các khu vực phía bắc lịch sử và sự phân mảnh ngày càng tăng của phạm vi còn lại, đã góp phần vào tình trạng này. Sự sụt giảm đặc biệt đáng kể đã xảy ra vào những năm 1960, khi hơn 15.000 con báo đốm bị giết để lấy da ở vùng Amazon thuộc Brazil hàng năm; Công ước về buôn bán quốc tế các loài có nguy cơ tuyệt chủng năm 1973 đã dẫn đến sự sụt giảm mạnh trong thương mại da. Công việc chi tiết được thực hiện dưới sự bảo trợ của Hiệp hội bảo tồn động vật hoang dã cho thấy loài này đã mất 37% trong phạm vi lịch sử của nó, với tình trạng chưa được biết đến trong thêm 18% phạm vi toàn cầu. Đáng khích lệ hơn, xác suất sống sót lâu dài được coi là cao ở 70% phạm vi còn lại của nó, đặc biệt là trong lưu vực sông Amazon và Gran Chaco và Pantanal liền kề.
Những rủi ro lớn đối với loài báo đốm bao gồm phá rừng trên môi trường sống của nó, tăng sự cạnh tranh về thức ăn với con người, đặc biệt là trong môi trường khô và không sinh sản, săn trộm, bão ở khu vực phía bắc của phạm vi và hành vi của những người chăn nuôi sẽ thường giết con báo nơi nó ăn thịt gia súc. Khi thích nghi với con mồi, báo đốm đã được chứng minh là chọn gia súc như một phần lớn trong khẩu phần ăn của nó; Trong khi giải phóng mặt bằng để chăn thả là một vấn đề đối với loài này, quần thể báo đốm có thể đã tăng lên khi đàn gia súc lần đầu tiên được đưa vào Nam Mỹ, vì các cá thể báo đã tận dụng cơ sở con mồi mới. Sự sẵn sàng săn vật nuôi này của chúng đã khiến các chủ trang trại thuê những người săn báo đốm toàn thời gian.
Da của những con mèo hoang dã và các động vật có vú khác đã được đánh giá cao bởi ngành buôn bán lông thú trong nhiều thập kỷ. Từ đầu thế kỷ 20 những con báo đốm đã bị săn bắn với số lượng lớn, nhưng việc thu hoạch quá mức và hủy hoại môi trường sống đã làm giảm tính sẵn có và khiến các thợ săn và thương nhân chuyển dần sang các loài nhỏ hơn vào những năm 1960. Thương mại quốc tế của da báo đốm có sự bùng nổ lớn nhất giữa cuối Thế chiến thứ hai và đầu năm 1970, do nền kinh tế đang phát triển và thiếu các quy định. Từ năm 1967 trở đi, các quy định được đưa ra bởi luật pháp quốc gia và các thỏa thuận quốc tế đã làm giảm thương mại quốc tế được báo cáo từ mức cao tới 13000 da vào năm 1967, qua 7000 da vào năm 1969, cho đến khi nó trở nên không đáng kể sau năm 1976, mặc dù buôn bán và buôn lậu bất hợp pháp vẫn tiếp tục là một vấn đề. Trong giai đoạn này, các nhà xuất khẩu lớn nhất là Brazil và Paraguay, và các nhà nhập khẩu lớn nhất là Mỹ và Đức.

## Bảo tồn
Báo đốm được liệt kê trong Phụ lục I của Công ước I, có nghĩa là tất cả các giao dịch quốc tế về báo đốm hoặc các bộ phận cơ thể của chúng đều bị cấm. Săn bắn báo đốm bị cấm ở Argentina, Brazil, Colombia, Guiana thuộc Pháp, Honduras, Nicaragua, Panama, Paraguay, Suriname, Hoa Kỳ và Venezuela. Săn bắn báo đốm bị hạn chế ở Guatemala và Peru. Săn bắn giải trí vẫn được phép ở Bolivia và nó không được bảo vệ ở Ecuador hoặc Guyana.

### Đơn vị bảo tồn báo đốm
Bảo tồn báo đốm rất phức tạp vì phạm vi rộng lớn của loài này trải rộng trên 18 quốc gia với các chính sách và quy định khác nhau. Các khu vực cụ thể có tầm quan trọng cao đối với bảo tồn báo đốm, cái gọi là "Đơn vị bảo tồn báo đốm" (JCU) đã được xác định vào năm 2000. Đây là những khu vực rộng lớn có ít nhất 50 con báo đốm. Mỗi đơn vị được đánh giá và đánh giá trên cơ sở kích thước, khả năng kết nối, chất lượng môi trường sống cho cả loài báo đốm và con mồi và tình trạng quần thể báo đốm. Theo cách đó, 51 đơn vị bảo tồn báo đốm được xác định ở 36 khu vực địa lý là khu vực ưu tiên để bảo tồn báo đốm bao gồm:
- Sierra Madre của Mexico
- các khu rừng nhiệt đới Selva Maya trải dài trên Mexico, Belize và Guatemala
- rừng ẩm Chocó-Darién từ Honduras, Panama đến Colombia
- Sierra de Tamaulipas
- Llanos Venezuela
- lưu vực phía bắc Cerrado và Amazon ở Brazil
- Tỉnh Misiones ở Argentina

Các nghiên cứu gần đây nhấn mạnh rằng để duy trì sự trao đổi mạnh mẽ giữa nhóm gen báo đốm cần thiết cho việc duy trì loài, điều quan trọng là môi trường sống của báo đốm phải được kết nối với nhau. Để tạo điều kiện cho điều này, một dự án mới, Paseo del Jaguar, đã được thành lập để kết nối một số điểm nóng của báo đốm.
Năm 1986, Khu bảo tồn Động vật hoang dã lưu vực Cockscomb được thành lập ở Belize là khu vực được bảo vệ đầu tiên trên thế giới để bảo tồn loài báo đốm..
Do không thể tiếp cận được phần lớn phạm vi của loài, đặc biệt là trung tâm Amazon, việc ước tính số lượng báo đốm là khó khăn. Các nhà nghiên cứu thường tập trung vào các sinh vật đặc biệt, do đó phân tích toàn loài là rất ít. Vào năm 1991, 600-1.000 (tổng số cao nhất) được ước tính đang sống ở Belize. Một năm trước đó, 125-180 con báo đốm được ước tính sống ở Khu dự trữ sinh quyển Calakmul 4.000 km2 (2400-mi2) của Mexico, với 350 cá thể khác ở bang Chiapas. Khu dự trữ sinh quyển Maya liền kề ở Guatemala, với diện tích 15.000 km2 (9.000 mi2), có thể có 465 động vật hoang dã. Công việc sử dụng từ xa GPS vào năm 2003 và 2004 đã tìm thấy mật độ chỉ sáu đến bảy con báo đốm trên 100 km2 ở khu vực Pantanal quan trọng, so với 10 đến 11 bằng phương pháp truyền thống; điều này cho thấy các phương pháp lấy mẫu được sử dụng rộng rãi có thể làm tăng số lượng báo thực tế.

### Phương pháp tiếp cận
Trong việc thiết lập các khu bảo tồn, các nỗ lực nói chung cũng phải tập trung vào các khu vực xung quanh, vì báo đốm không có khả năng giới hạn trong một khu bảo tồn, đặc biệt là nếu số lượng đang tăng. Thái độ của con người trong các khu vực xung quanh khu bảo tồn và luật pháp và các quy định để ngăn chặn nạn săn trộm là rất cần thiết để làm cho các khu vực bảo tồn có hiệu quả.
Để ước tính kích thước quần thể trong các khu vực cụ thể và theo dõi từng con báo đốm, bẫy camera và thiết bị theo dõi động vật hoang dã từ xa được sử dụng rộng rãi, và phân có thể được tìm kiếm với sự trợ giúp của chó dò để nghiên cứu sức khỏe và chế độ ăn của báo đốm. Những nỗ lực bảo tồn hiện nay thường tập trung vào việc giáo dục chủ trang trại và thúc đẩy du lịch sinh thái. Báo đốm thường được định nghĩa là một loài bảo trợ - phạm vi nơi trú ẩn và yêu cầu môi trường sống của nó đủ rộng để nếu được bảo vệ, nhiều loài khác trong phạm vi nhỏ hơn cũng sẽ được bảo vệ. Các loài bảo trợ đóng vai trò là "liên kết di động" ở quy mô cảnh quan, trong trường hợp của báo đốm thông qua việc săn mồi. Do đó, các tổ chức bảo tồn có thể tập trung vào việc cung cấp môi trường sống kết nối khả thi cho loài báo đốm, với kiến thức mà các loài khác cũng sẽ được hưởng lợi.
Thiết lập du lịch sinh thái đang được sử dụng để tạo ra sự quan tâm của công chúng đối với các động vật có sức lôi cuốn như báo đốm, đồng thời tạo ra doanh thu có thể được sử dụng trong các nỗ lực bảo tồn. Các cuộc kiểm toán được thực hiện ở châu Phi đã chỉ ra rằng du lịch sinh thái đã giúp bảo tồn mèo châu Phi. Cũng như mèo lớn châu Phi, mối quan tâm chính trong du lịch sinh thái báo đốm là không gian sinh sống đáng kể mà loài này yêu cầu, vì vậy nếu du lịch sinh thái được sử dụng để hỗ trợ bảo tồn báo đốm, một số cân nhắc cần được giữ nguyên như thế nào về hệ sinh thái hiện tại sẽ được giữ nguyên, hoặc làm thế nào các hệ sinh thái mới đủ lớn để hỗ trợ cho một quần thể báo đốm đang phát triển sẽ được đưa vào sử dụng.

### Hoa Kỳ
Con mèo duy nhất còn tồn tại ở Bắc Mỹ gầm lên, con báo đốm được Thomas Jefferson ghi lại là một động vật của châu Mỹ vào năm 1799. Báo đốm vẫn thỉnh thoảng được nhìn thấy ở Arizona và New Mexico, chẳng hạn như El Jefe, thúc đẩy hành động bảo tồn của nó bởi các nhà chức trách. Ví dụ, vào ngày 20 tháng 8 năm 2012, USFWS đã đề xuất dành 838.232 mẫu Anh ở Arizona và New Mexico - một khu vực rộng hơn đảo Rhode - là môi trường sống quan trọng của loài báo đốm.

## Trong thần thoại và văn hóa

### Thời kỳ tiền Colombo
Vào thời kỳ tiền Colombo ở Trung và Nam Mỹ, báo đốm là biểu tượng của sức mạnh và quyền lực. Trong số các nền văn hóa Andes, một giáo phái báo đốm được phổ biến bởi văn minh Chavín đầu tiên đã được chấp nhận trên hầu hết những gì ngày nay là Peru vào năm 900 trước Công nguyên. Văn minh Moche sau này của miền bắc Peru đã sử dụng báo đốm như một biểu tượng quyền lực trong nhiều đồ gốm của họ. Trong tôn giáo của Muisca, người sinh sống ở vùng Altiplano Cundiboyacense mát mẻ ở Andes thuộc Colombia, báo đốm được coi là một con vật linh thiêng và trong các nghi lễ tôn giáo của họ, người dân mặc áo da báo. Da được giao dịch với các dân tộc vùng thấp của vùng nhiệt đới Llanos Orientales. Tên của zipa Nemequene được bắt nguồn từ các từ Muysccubun nymy và quyne, có nghĩa là "lực lượng của báo đốm".
Ở Trung bộ châu Mỹ, văn minh Olmec, một nền văn minh sớm và có ảnh hưởng của vùng Bờ biển vùng Vịnh gần như cùng thời với Chavín hồi đã phát triển một mô típ "tượng trưng" khác nhau của các tác phẩm điêu khắc và tượng nhỏ thể hiện loài báo đốm cách điệu hoặc con người có đặc điểm của loài báo đốm. Trong nền văn minh Maya sau này, báo đốm được cho là tạo điều kiện liên lạc giữa người sống và người chết và để bảo vệ gia đình hoàng gia. Người Maya coi những con mèo mạnh mẽ này là bạn đồng hành của chúng trong thế giới tâm linh, và một số nhà cai trị Maya đã mang những cái tên kết hợp từ tiếng Maya cho báo đốm (b'alam trong nhiều ngôn ngữ của người Maya). Balam (Jaguar) vẫn là họ chung của Maya, và đó cũng là tên của Chilam Balam, một tác giả huyền thoại được cho là Maya thế kỷ 17 và 18 đã bảo vệ nhiều kiến thức quan trọng. Nền văn minh Aztec đã chia sẻ hình ảnh này của báo đốm với tư cách là đại diện của người cai trị và là một chiến binh. Người Aztec đã thành lập một lớp chiến binh ưu tú được gọi là Hiệp sĩ báo đốm. Trong thần thoại Aztec, báo đốm được coi là động vật vật tổ của vị thần mạnh mẽ Tezcatlipoca.

### Văn hóa đương đại

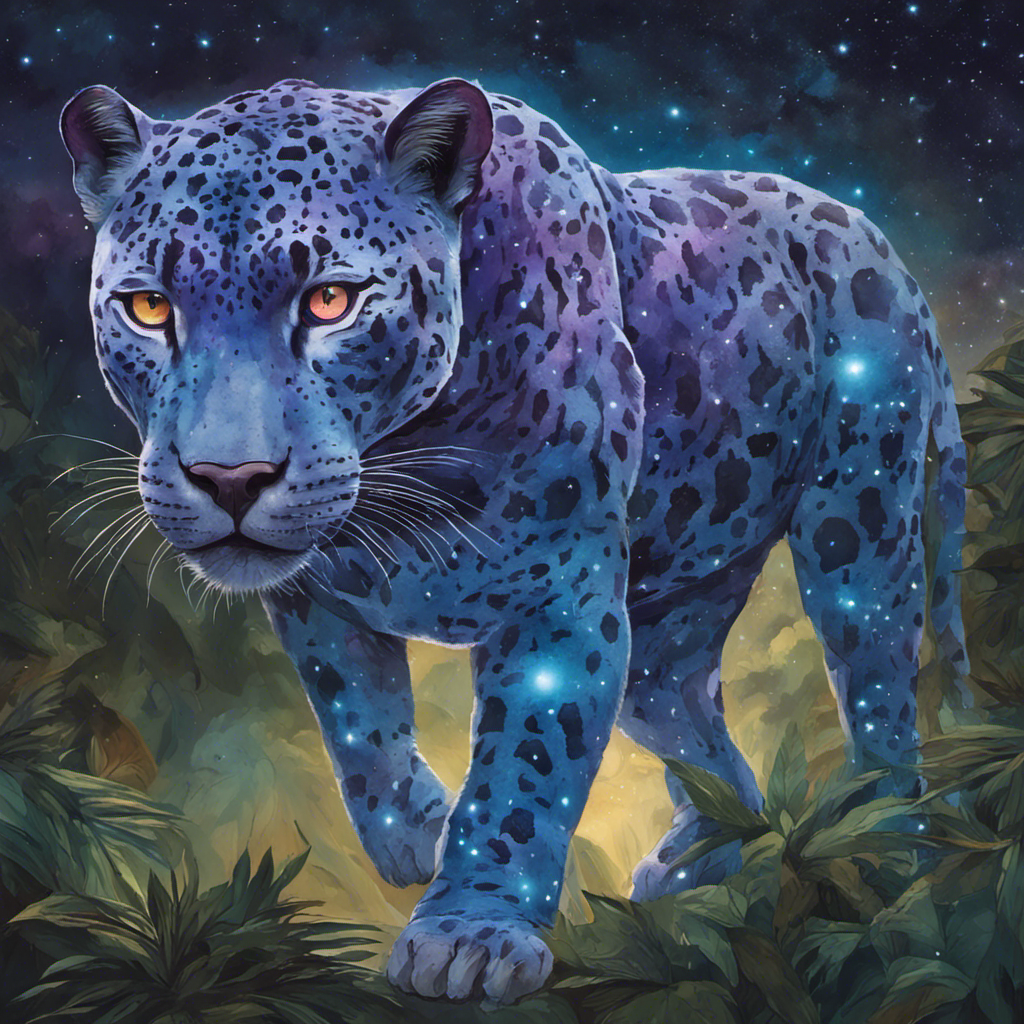
Tranh vẽ hiện đại về vị thần Báo đốm

Báo đốm và tên của nó được sử dụng rộng rãi như một biểu tượng trong văn hóa đương đại. Nó là động vật quốc gia của Guyana, và được đặc trưng trong huy hiệu của nó. Lá cờ của Sở Amazonas, một phần của Colombia, có hình bóng con báo đốm đen đang lao về phía một thợ săn. Con báo đốm cũng xuất hiện trong tiền giấy của Brasil. Báo đốm cũng là một vật cố định phổ biến trong thần thoại của nhiều nền văn hóa bản địa đương đại ở Nam Mỹ, thường được miêu tả là sinh vật mang lại cho con người sức mạnh của lửa.
Tên tiếng Anh jaguar của báo đốm được sử dụng rộng rãi như một tên sản phẩm, nổi bật nhất cho một thương hiệu xe hơi sang trọng của Anh. Tên này đã được thông qua bởi nhượng quyền thương mại thể thao, bao gồm cả Jaguars của NFL và câu lạc bộ bóng đá Mexico Chiapas F.C. Huy chương của liên đoàn quốc gia Argentina trong liên đoàn bóng bầu dục có một con báo đốm; tuy nhiên, vì một lỗi của nhà báo, đội tuyển quốc gia của đất nước có biệt danh là Los Pumas. Theo tinh thần của văn hóa Maya cổ đại, Thế vận hội Mùa hè 1968 tại thành phố Mexico đã thông qua một con báo đốm đỏ là linh vật Olympic chính thức đầu tiên.

## Hình ảnh

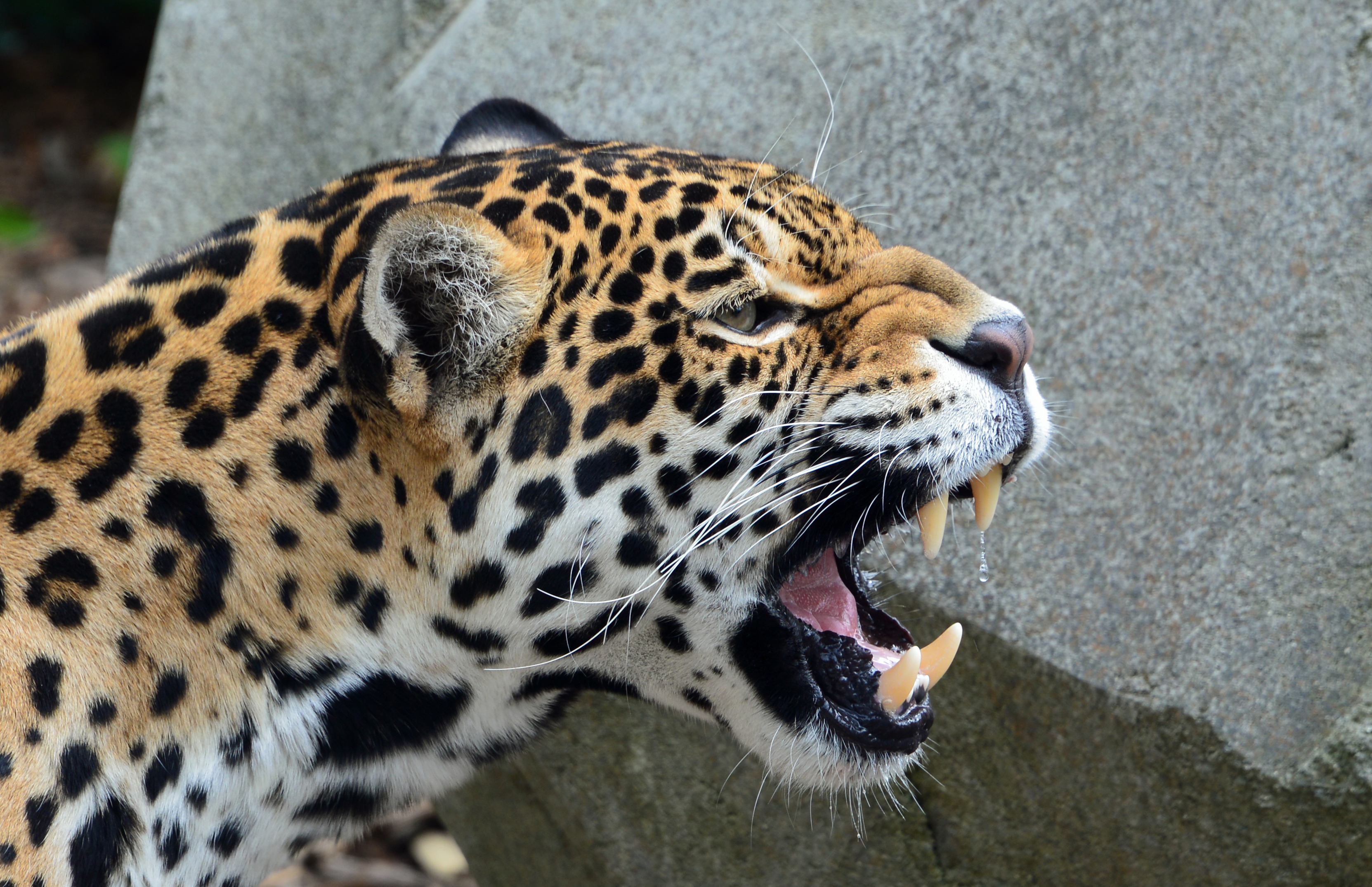
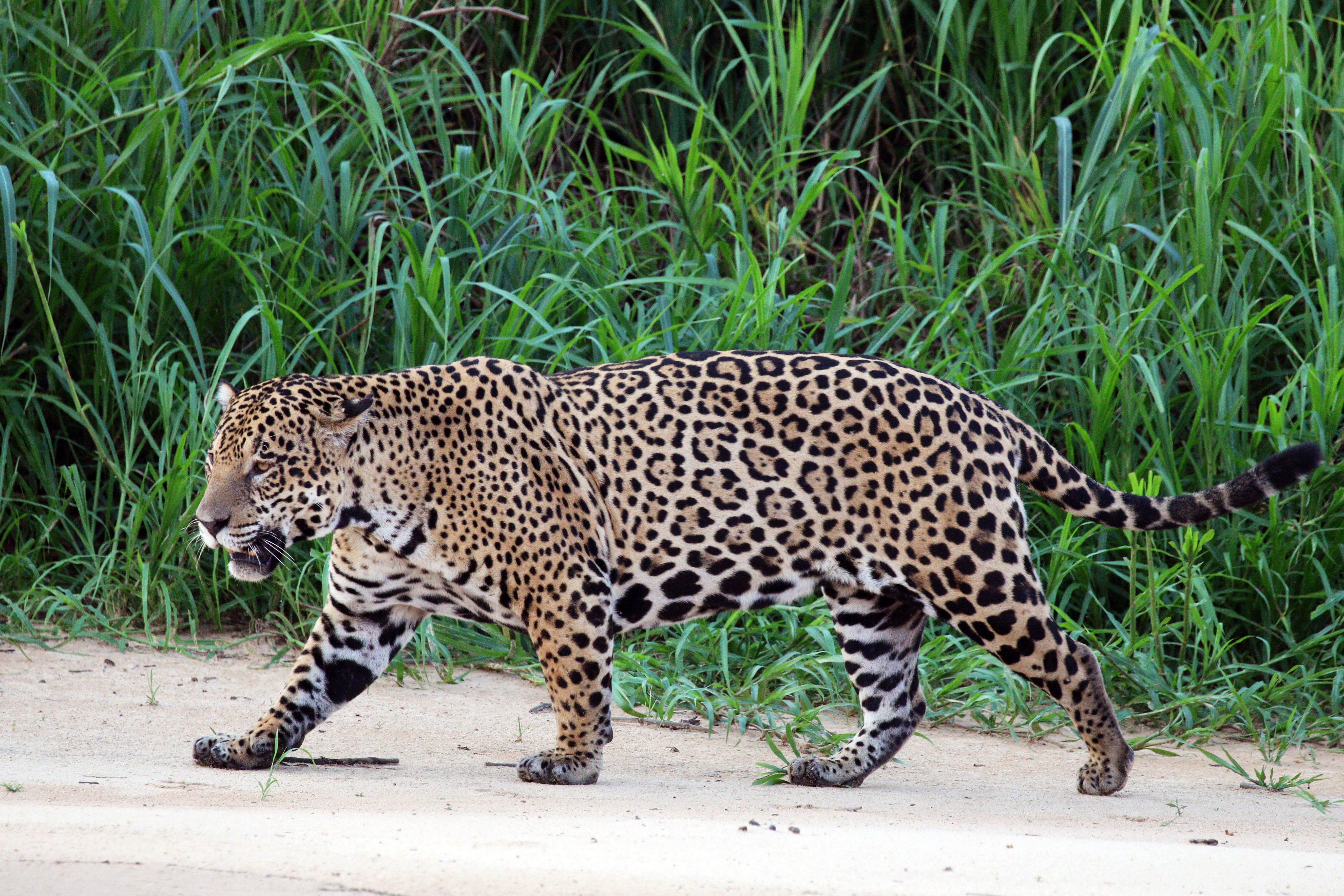
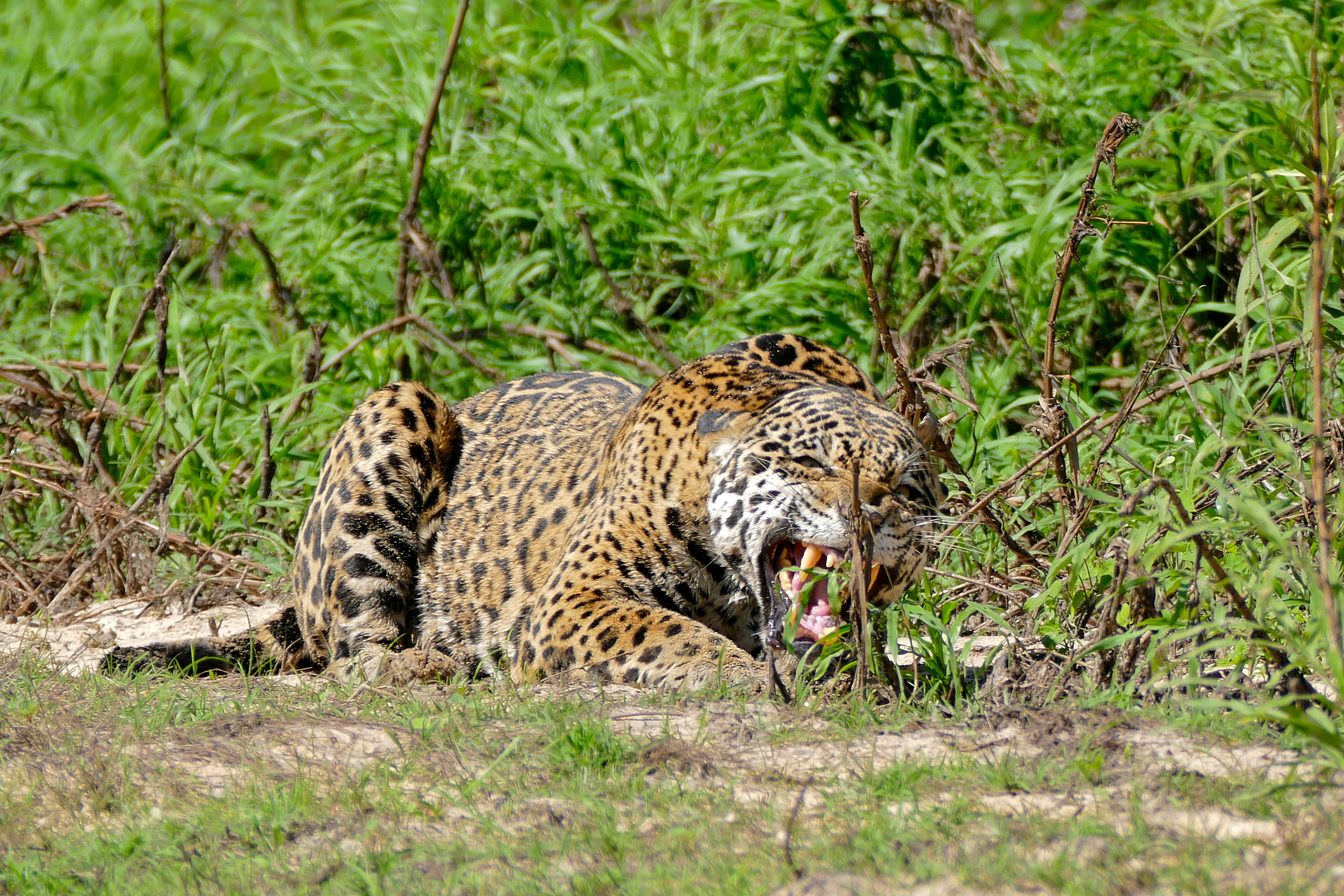
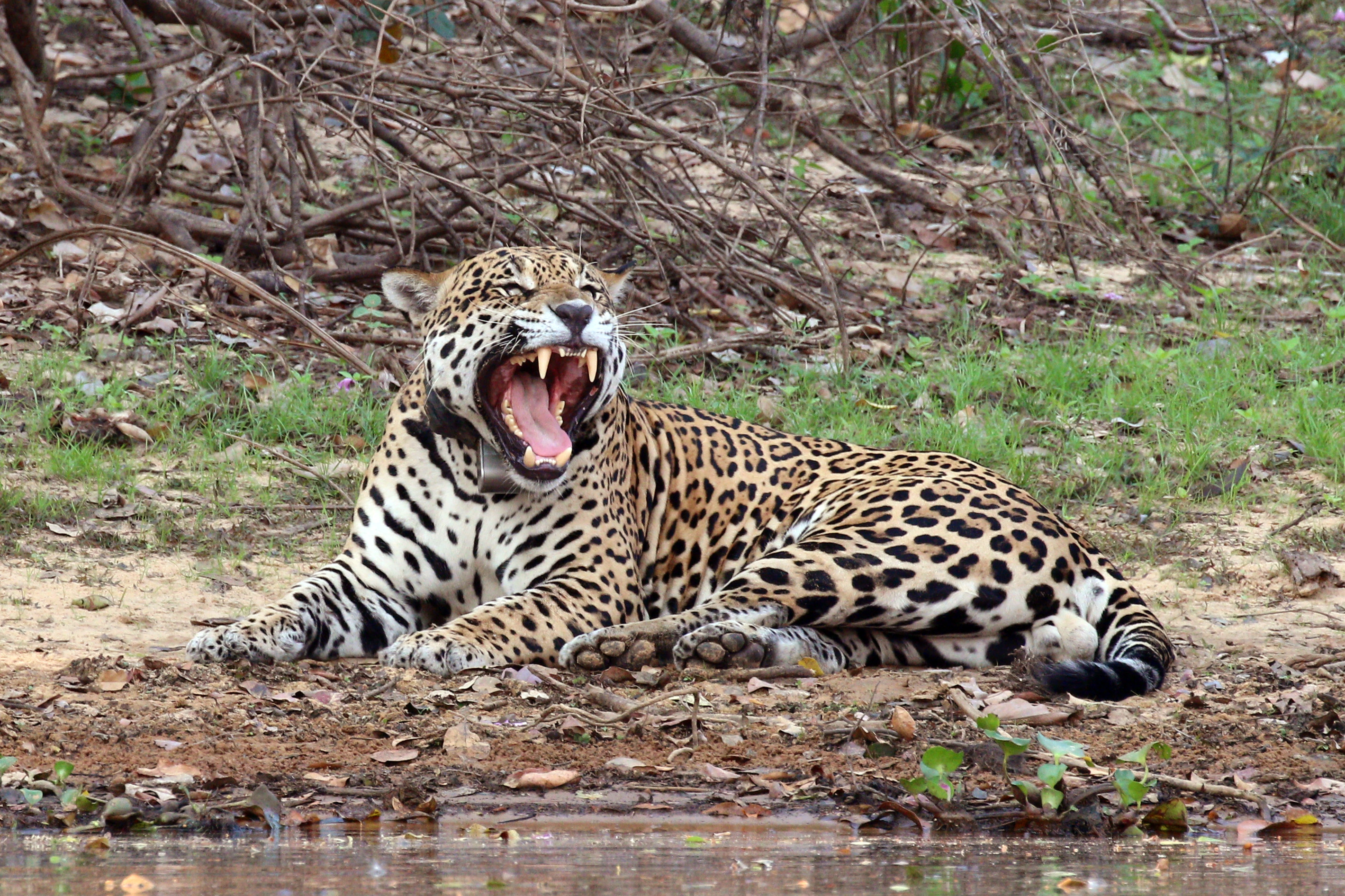
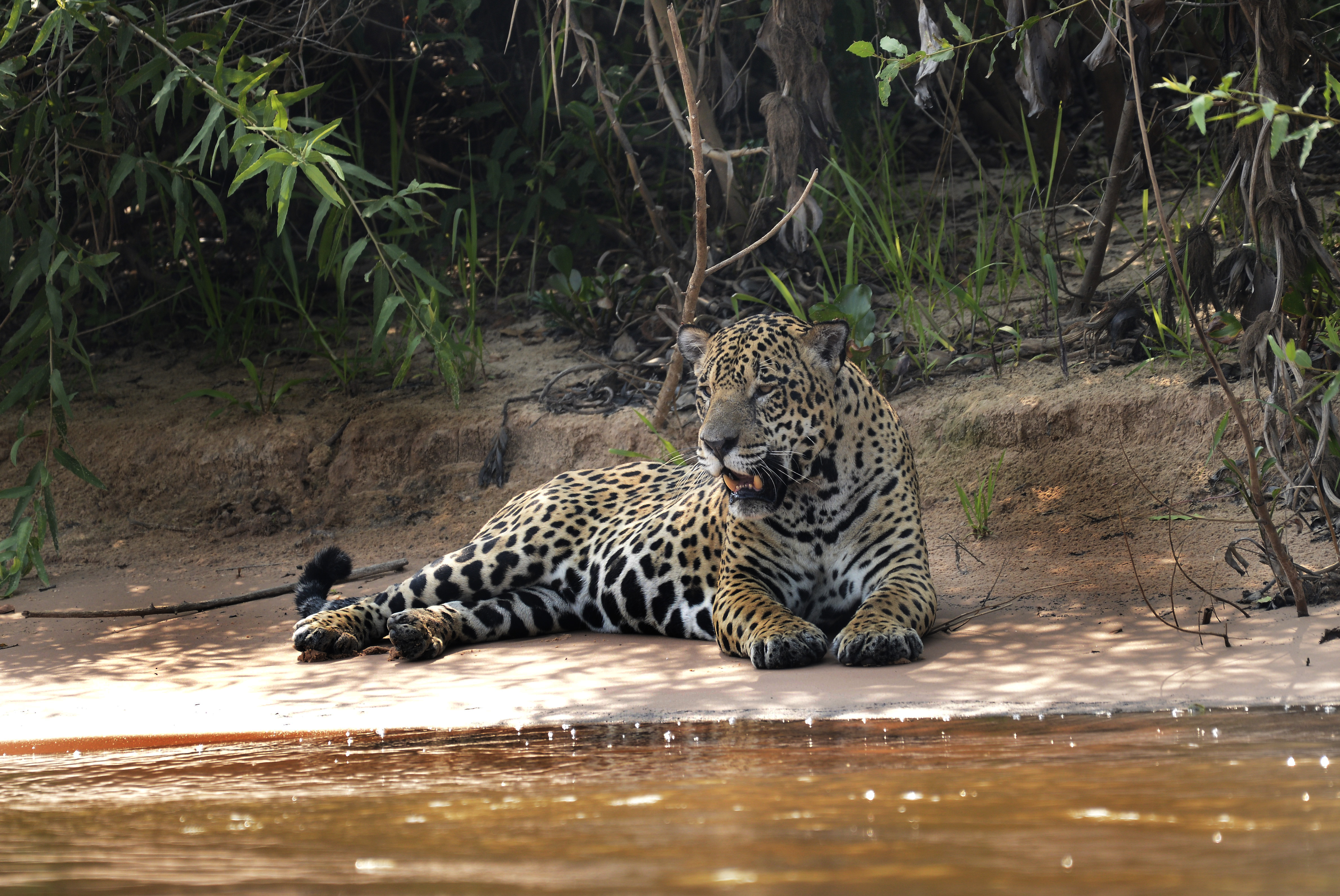